# Třída Intrepid
Třída Intrepid je třída hvězdných lodí, které se vyskytují ve fiktivním vesmíru Star Treku. Její design vytvořili Rick Sternbach a Michael Okuda na základě požadavku výkonného producenta seriálu Star Trek: Vesmírná loď Voyager Ricka Bermana.
Proces vývoje třídy Intrepid začal v polovině roku 1993 a jeho cílem bylo vytvoření lodi, která by byla v centru dění nově připravovaného seriálu ze světa Star Treku nazvaného Star Trek: Voyager. Producentka Jeri Taylorová to v srpnu 1993 shrnula konstatováním: „Potřebujeme loď nové generace; elegantní, hbitou, s některými vylepšeními, ale menší než Enterprise“ (myšleno třídou Galaxy). Ve fázi vývoje se rozměry lodi pohybovaly od poloviční velikosti proti třídě Galaxy, až po tři čtvrtiny, tedy přibližně stejně jako třída Ambassador. Vzhledově měla navazovat na předchozí třídy lodí, ale zároveň se odlišovat. Původní prototyp měl trojúhelníkový tvar primárního trupu a gondoly warp pohonu pod sekundárním trupem, ale postupem času byl model zaoblován a upraven do finální podoby.

## Historie třídy
V první polovině 24. století se Hvězdná flotila zaměřila na produkci velkých vlajkových lodí. Výsledkem byl nedostatek plavidel při různých činnostech, jako průzkum stále většího území federace, testování nových technologií, podpora v bojových operacích apod. Požadavek na novou třídu lodí vznesla Flotila v roce 2358, vývoj a výroba probíhaly v oblasti Utopia Planitia. První loď USS Intrepid byla zařazena do služby v roce 2370 a dala jméno celé třídě. Intrepid znamená v českém překladu „neohrožený“.
Druhá loď v pořadí, USS Voyager (NCC-74656), byla vyrobena o rok později a pod velením kapitánky Janewayové hned při své první, sedm let dlouhé misi důkladně prověřila všechny systémy a kapacity, a v mnoha ohledech je daleko předčila. Neobjasněná ztráta Voyageru sice produkci těchto lodí zastavila, ale po důkladné kontrole se znovu rozběhla a postupem času staly se pevnou součástí flotily Federace.
Lodě třídy Intrepid jsou víceúčelová plavidla, ale díky výbornému počítačovému a senzorovému vybavení se hodí zejména pro průzkum vesmíru. Přeprava osob nebo materiálu, stejně jako diplomacie, nejsou vzhledem k malému vnitřnímu prostoru a strohému vybavení lodi vhodné. V boji plní roli pomocného plavidla, když sází především na rychlost, manévrovatelnost a univerzálnost. Phasery třídy VIII jsou poměrně slabé, fotonových a kvantových torpéd je zase omezené množství.

## Popis a vnitřní stavba
Loď má standardní vzhled plavidla flotily, je dlouhá 345, široká 132, vysoká 64 metrů a váží zhruba 700 000 tun. Duraniový trup se skládá z primárního sekce, sekundární a dvou gondol warp pohonu. Talířová sekce má oválný tvar, aby lépe ovlivňovala geometrii warp pole. Vnitřní prostory mají 257 místností (epizoda Relativita) na patnácti palubách, které se v případě nouze mohou uzavřít. Můstek a konferenční sál se nachází jako obvykle na první palubě, transportní místnost na čtvrté, ošetřovna a vědecké laboratoře na páté, astrometrika na osmé, hangár na desáté a strojovna na jedenácté palubě.
Lodě třídy Intrepid jsou jako jedny z mála ve Hvězdné flotile schopny přistát na povrchu planety (epizoda Sedmatřicátníci), k tomuto účelu jsou vybaveny antigravitačními generátory a čtyřmi vzpěrami na sekundárním trupu, které se při přistání vysunou. Další novinkou je bioneurální síť složená z gelových balíků, která zpracovává a organizuje údaje rychleji a efektivněji (díl Ochránce). To je potřeba, protože loď má pouze 141 členů posádky a hodně funkcí tak musí být automatizováno. Procesor hlavního počítače je schopen zvládnout 57 milionů souběžných datových operací a 575 trilionů výpočtů za nanosekundu (epizoda O létání).

## Pohon, výzbroj a výstroj
Warpové cívky jsou dvě a nacházejí se po stranách sekundárního trupu. Mají proměnnou konfiguraci, aby při vyšších rychlostech nenarušovaly subprostor. Loď tak může cestovat vysokou rychlostí (warp 8), maximem je warp 9,985 po dobu jedné hodiny. Impulsní motory jsou dva a byly zabudovány do zadní strany pylonů, které nesou warpové gondoly. Třída Intrepid je také vybavena pomocnými impulsními reaktory, které výrazně zvyšují obratnost v boji (epizoda Virus Phage).
Primární deflektor se nachází na přední straně sekundárního trupu, parabola sekundárního navigačního deflektoru je na přední straně primárního trupu mezi palubami 6 a 7. Systém štítů má kapacitu 729000 TJ a během boje posílá data o typu zbraně, která je zasáhla, a také na jaké frekvenci je zasáhla. Phaserové baterie typu VIII o celkovém výkonu 100 000 terawattů mohou pálit z třinácti drah; čtyři hlavní leží na primárním trupu po stranách a vpředu, 2 nahoře a 2 dole. Další krátké párové dráhy se nachází v zadní části nahoře i dole, na spodní straně držáků warpových gondol a na spodní straně přistávací plochy. Poslední, nepárová dráha leží hned za předními vzpěrami pro přistání. Odpalovače torpéd jsou čtyři, dva nad hlavním deflektorem, dva na zádi. Mohou střílet fotonová, kvantová i tri-kobaltová torpéda (díl Ochránce).

## Lodě třídyIntrepid
USS Bellerophon (NCC-74705)
Pod velením admirála Williama Rosse převážel Bellerophon delegáty Federace na Romulus, kde se roku 2375 konala konference zabývající se válkou s Dominionem (epizoda Za války neplatí zákony). Spolu s USS Voyager jediné dvě lodí třídy Intrepid, které se objevily v seriálech Star Treku.
USS Intrepid (NCC-74600)
Fyzicky se neobjevil v žádném seriálu, pouze je několikrát zmíněn: komandér Donald Kaplan, hlavní inženýr na Intrepidu, pomáhá Geodimu La Forgeovi v epizodě Síla přírody. Komandér Chakotay při infiltraci do simulace druhu 8472 používá vymyšlenou historku, ve které je členem posádky Intrepidu. Loď je také součástí „bitevní skupiny Omega“ ve filmu Star Trek: Nemesis.
USS Voyager (NCC-74656)
Byl vyroben jako druhý po USS Intrepid a při své první misi se ztratil v Delta kvadrantu 70000 světelných let od Země. Na své cestě zpět posbíral obrovské množství informací a učinil mnoho prvních kontaktů, také nasbíral velké množství nových technologií. Doktor vyvinul speciální torpéda s nanosondami proti lodím druhu 8472, od Borgů získali transwarpovou cívku, bývalá členka společenství Sedmá z devíti pomohla vylepšit štíty a zařídit astrometrickou laboratoř. Kromě toho posádka Voyageru získala technologie z budoucnosti, například Mobilní emitor. Největším přínosem byla návštěva admirála Janewayové, která si s sebou přivezla transfázová torpéda a technologii výsuvného ablativního plátování (které již v té době používali lodě třídy Defiant).

## Technické údaje
- typ: lehké průzkumné a podpůrné plavidlo
- přijetí do služby: rok 2370+
- délka / šířka / výška: 345 m / 132 m / 64 m
- hmotnost: 700 tisíc tun
- počet palub: 15
- posádka: 141 lidí
- normální cestovní / maximální cestovní / maximální rychlost: warp 8 / 9,975 / 9,985 (po dobu 1 hodiny)
- phasery: 13 phaserových baterií typ VIII
- torpédomety: 2 přední + 2 zadní kvantové / fotonové / tri-kobaltové torpédomety + 55 torpéd
- obrana: adaptabilní vysokokapacitní systém štítů, standardní jednoduchý duraniový / tritaniový trup, pole strukturální integrity
- předpokládaná životnost: 20 let